# Cnemaspis alwisi
Cnemaspis alwisi är en ödleart som beskrevs av  Mendis WICKRAMASINGHE och MUNINDRADASA 2007. Cnemaspis alwisi ingår i släktet Cnemaspis och familjen geckoödlor. Inga underarter finns listade i Catalogue of Life.